# Милаші
45°23′ пн. ш. 14°26′ сх. д. / 45.39° пн. ш. 14.43° сх. д.
Милаші (хорв. Milaši) — населений пункт у Хорватії, у Приморсько-Горанській жупанії у складі громади Єленє.

## Населення
Населення за даними перепису 2011 року становило 76 осіб.
Динаміка чисельності населення поселення:

## Клімат
Середня річна температура становить 11,14 °C, середня максимальна – 23,45 °C, а середня мінімальна – -1,50 °C. Середня річна кількість опадів – 1462 мм.
| Клімат поселення                              | Клімат поселення | Клімат поселення | Клімат поселення | Клімат поселення | Клімат поселення | Клімат поселення | Клімат поселення | Клімат поселення | Клімат поселення | Клімат поселення | Клімат поселення | Клімат поселення | Клімат поселення |
| Показник                                      | Січ.             | Лют.             | Бер.             | Квіт.            | Трав.            | Черв.            | Лип.             | Серп.            | Вер.             | Жовт.            | Лист.            | Груд.            |                  |
| Середній максимум, °C                         | 8,22             | 8,43             | 10,79            | 14,97            | 18,93            | 22,85            | 23,45            | 23,30            | 19,16            | 15,02            | 10,05            | 7,70             |                  |
| Середня температура, °C                       | 3,36             | 3,58             | 5,93             | 10,11            | 14,06            | 18,00            | 20,11            | 19,95            | 15,82            | 11,67            | 6,71             | 4,36             |                  |
| Середній мінімум, °C                          | −1,5             | −1,28            | 1,08             | 5,24             | 9,20             | 13,13            | 16,76            | 16,60            | 12,46            | 8,33             | 3,36             | 1,00             |                  |
| Норма опадів, мм                              | 110              | 93               | 107              | 112              | 99               | 122              | 83               | 106              | 136              | 172              | 178              | 144              |                  |
| Середньомісячна швидкість вітру, м/с          | 2.79             | 2.96             | 3.02             | 2.87             | 2.62             | 2.50             | 2.44             | 2.50             | 2.53             | 2.82             | 3.03             | 3.01             |                  |
| Середньомісячна сонячна радіація, кДж/м²·день | 4383             | 7232             | 10382            | 14781            | 18902            | 20417            | 21683            | 18452            | 13574            | 8860             | 4758             | 3688             |                  |
| --------------------------------------------- | ---------------- | ---------------- | ---------------- | ---------------- | ---------------- | ---------------- | ---------------- | ---------------- | ---------------- | ---------------- | ---------------- | ---------------- | ---------------- |
| Джерело:                                      |                  |                  |                  |                  |                  |                  |                  |                  |                  |                  |                  |                  |                  |